# Lucas Thwala
Lucas Thwala (né le 19 octobre 1981 à Jeppies Reef) est un footballeur international sud-africain.